# Ricardo Burillo
Aureliano Álvarez-Coque de Blas est un général espagnol, dirigeant militaire des forces républicaines pendant la guerre civile espagnole.

## Biographie
Ricardo Burillo est né en 1891 dans une famille aristocrate et conservatrice. Il est décrit par l'historien Hugh Thomas comme un gauchiste aristocrate et puritain.
Il est entré dans l'armée et devient commandant d'infanterie. Durant la Seconde République espagnole il devient commandant du 2e groupe d'assaut basé à Pontejos. En 1936, il est membre du Parti communiste d'Espagne et de l'Union Antifasciste .
Le 12 juillet 1936 un officier de la Garde est tué par des hommes armés d'extrême droite. Il se venge est assassine le député de droite Jose Calvo Sotelo. Durant la guerre civile espagnole, il reste fidèle au gouvernement républicain. Une fois le soulèvement contrôlé à Madrid, lui et ses hommes forment une colonne avec de nombreux miliciens en direction de la Sierra. Il est promu lieutenant-colonel. En août 1936, durant la guerre civile (qui démarre le 18 juillet 1936), il occupe le commandement militaire républicain de Tolède et commence le siège durant  le Siège de l'Alcázar de Tolède. Il participe avec la 45e Brigade mixtes à la Défense Madrid. Il reste sur le front de Madrid jusqu'en février 1937. Sa brigade se bat vers Estrémadure, il est licencié le 25 juillet 1938.
En 1940, il est arrêté par le nouveau régime de Franco. Il est accusé, entre autres de crimes, d'être directement responsable de l'assassina de José Calvo Sotelo. Jugés par un conseil de guerre, il est condamné à mort et fusillé.